# (8343) Tugendhat
(8343) Tugendhat – planetoida z pasa głównego asteroid okrążająca Słońce w ciągu 4 lat i 285 dni w średniej odległości 2,84 au. Została odkryta 4 października 1986 roku. Przed nadaniem nazwy planetoida nosiła oznaczenie tymczasowe (8343) 1986 TG3.